# جاك جي. هيلز
جاك جي. هيلز (بالإنجليزية: Jack G. Hills)‏ هو رياضياتي وعالم فلك أمريكي، ولد في القرن العشرين.